# 广场东侧路
39°54′13″N 116°23′36″E / 39.90348°N 116.39325°E

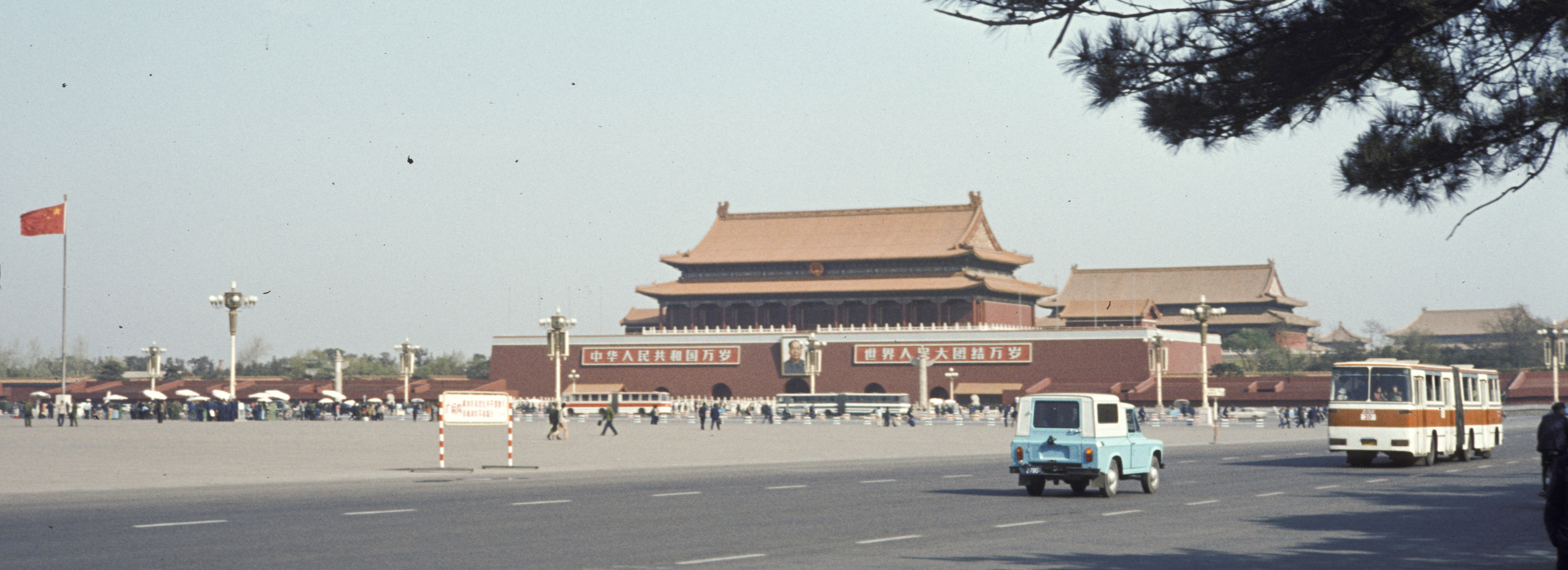
1982年的广场东侧路

广场东侧路是中国北京市东城区西部的一条道路，位于天安门广场东侧，仅限南向北行驶。
1959年，天安门广场、中国历史博物馆与中国革命博物馆建成，在二者之间形成了如今的广场西侧路。广场东侧路为南北走向。广场东侧路以东，分别为中国国家博物馆等建筑。广场东侧路以西，为天安门广场、毛主席纪念堂。